# Mali Grabičani
Mali Grabičani su naselje u Hrvatskoj u sastavu općine Sokolovca. Nalaze se u Koprivničko-križevačkoj županiji. 

## Zemljopis
Zapadno su Lepavina, Donjara i Stari Bošnjani, jugozapadno je Carevdar, sjeverozapadno su Mali Poganac, Veliki Botinovac i Mali Botinovac, sjeverno je Prnjavor Lepavinski, sjeveroistočno su Grdak i Velika Mučna, istočno je Sokolovac, jugoistočno su Miličani, Srijem i Mala Branjska, južno je Velika Branjska.

## Stanovništvo
| broj stanovnika | 67    | 69    | 110   | 106   | 166   | 184   | 110   | 197   | 191   | 258   | 410   | 404   | 434   | 209   | 208   | 193   | 125   |
|                 | 1857. | 1869. | 1880. | 1890. | 1900. | 1910. | 1921. | 1931. | 1948. | 1953. | 1961. | 1971. | 1981. | 1991. | 2001. | 2011. | 2021. |